# Cornelia Supera

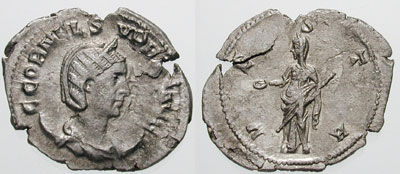
Cornelia Supera

Gaia Cornelia Supera († wohl 253) war die Ehefrau des römischen Kaisers Aemilianus. Sie ist nur von römischen Münzen bekannt. Auf einer Inschrift aus Cuicul wurde ihr Name getilgt, wahrscheinlich weil über sie wie über ihren Ehemann nach dessen Tod die damnatio memoriae („Verdammung des Andenkens“) verhängt wurde. Münzen und Inschrift zufolge trug sie den Titel Augusta.